# Gilles Jodelet de La Boissière
Gilles Jodelet de La Boissière est un architecte, cartographe, inventeur de jeux, graveur et médailleur français, actif des années 1660 aux années 1680. Il fut un proche collaborateur de l'architecte François Blondel.

## Biographie et œuvre

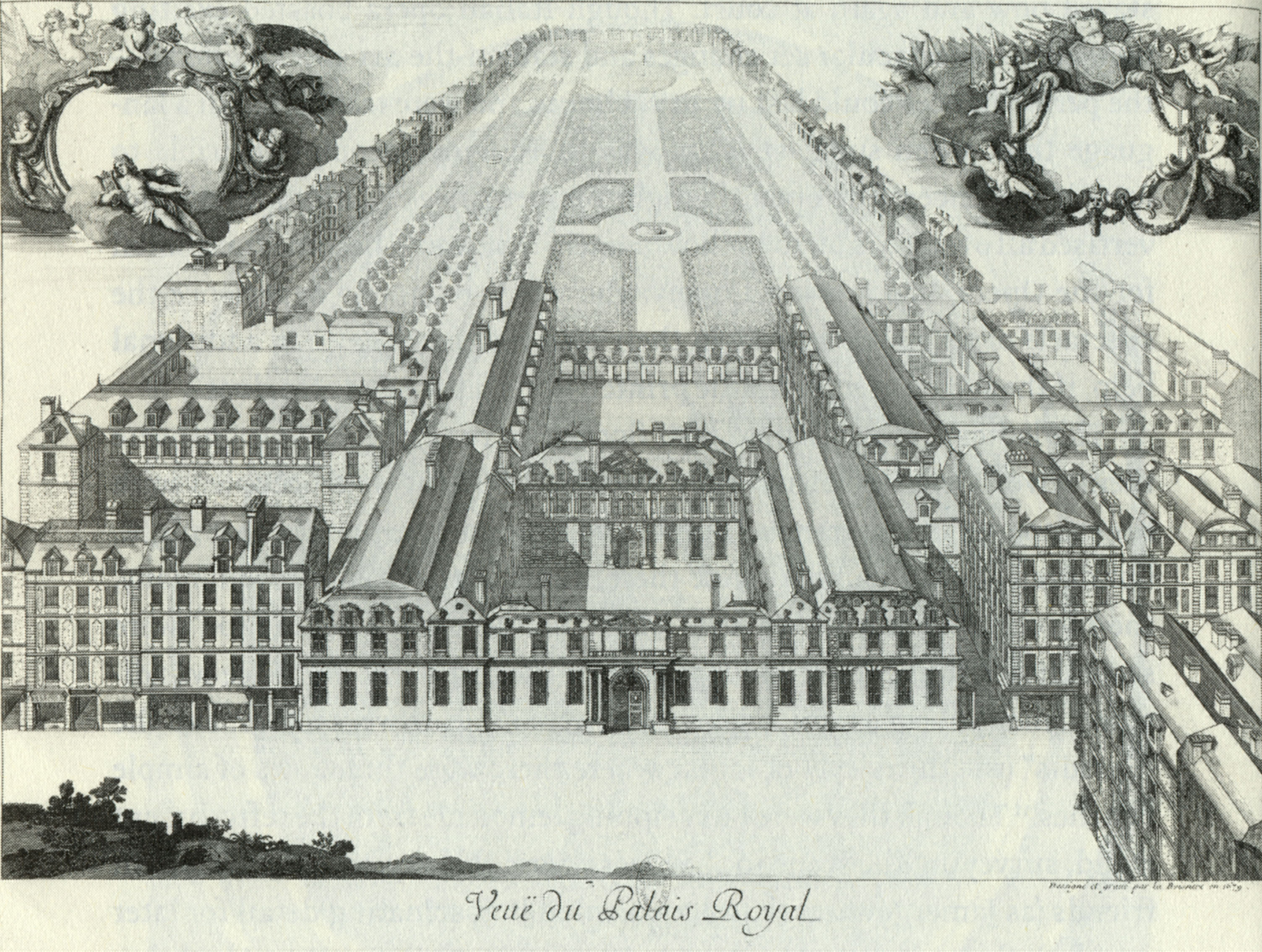
Vue du Palais Royal, 1679.

Il n'existe, à ce jour, que très peu d'information personnelle sur cet artiste. Selon Auguste Jal, il épousa Anne Villery le 10 juillet 1673 qui lui donna un fils, François-Gilles, dont le parrain est François Warin, conducteur général des monnaies de France, et qui fut baptisé au régime de Saint-Séverin.
La plus ancienne trace remonte à 1663 et concerne un document conservé à la Bibliothèque nationale de France : il s'agit du Jeu des fortifications inventé et dessiné par Gilles Jodelet, sieur de La Boissière, qualifié d'« ingénieur ordinaire du Roi », qui s'est associé ici avec François Blondel, également ingénieur, auteur du texte. Gilles Jodelet signe ici la planche gravée sur cuivre représentant une série de 52 cases illustrées de camps fortifiés, chacune des cases étant associée à une carte à jouer ; le dédicataire en est Colbert. Le cuivre mesure 51 sur 72 cm et a été bien plus tard retiré par Nicolas-Jean-Baptiste de Poilly (1707-1780), à L'Espérance, rue Saint-Jacques, mais il ne fait plus aucun doute que c'est l'éditeur-imprimeur Pierre II Mariette (1634-1716) qui le diffusa le premier auprès du public à partir des années 1690.
Jodelet est également l'auteur du Jeu de la guerre, commandé par Louis XIV pour l'éducation de son fils aîné, Louis. Ce jeu de carte, obéissant aux mêmes principes que le précédent, est décrit ainsi : « Tout ce qui s'observe dans les Marches et campements des armées, dans les batailles, combats, sièges et autres actions militaires, et exactement représenté avec les définitions et les explications de chaque chose en particulier », met en scène des situations de guerre de siège.
À partir de 1666, il collabore à un ensemble de Veües de maisons royales et de villes, un portfolio constitué de grandes planches représentant différents domaines et châteaux.
Jodelet grave pour François Blondel les huit planches illustrant son traité Résolution des quatre principaux problèmes d'architecture, édité à Paris en 1673, par l'Imprimerie royale, dirigée par Sébastien Mabre-Cramoisy.
La collaboration avec Blondel comprend également la gravure du fameux plan de Paris, conçu avec Pierre Bullet en 1676, et l'illustration de ses Cours d'architecture enseigné dans l'Académie royale (1675-1683), auquel est parfois associé le nom d'un autre architecte-graveur, Jean-Baptiste Broebes (1660-1720).
En 1682, paraît le premier recueil des médaillons du Cabinet de Louis XIV soit quarante et une planches gravées : ce volume, commandé par Colbert, ne connut pas de suite, du fait de la mort du ministre.
Il fait partie de l'équipe de graveurs chargé d'illustrer le recueil Les Édifices antiques de Rome dessinés et mesurés tres exactement par Antoine Desgodetz architecte, édité par Jean-Baptiste Coignard (Paris, 1682).
Son nom est également associé à plusieurs traités de mathématiques pour l'Académie des sciences, ainsi qu'à la fameuse planche représentant la Lune présentée par Cassini en 1679, d'après des dessins de Jean Patigny et Sébastien Leclerc : le cuivre est à ce jour perdu.